# آمولهتي
آمولهتي (Aamulehti) صحيفة فنلندية تصدر في مدينة تامبيري. ثانية كبريات الصحف الفنلندية مع مبيعاً بتداول متوسط قدره 136 726 نسخة يوميا و140 802 في يوم الأحد (2004). آمولهتي اليوم هي جزء من مؤسسة ألما ميديا الإعلامية، عدد كبير من الشركات الإعلامية في فنلندا. حتى عام 1992 فإنه كان الانحياز إلى حزب الائتلاف الوطني، ولكن لم يعد لديه اتصالات رسمية إلى أي حزب سياسي الفنلندية. تأسست في عام 1881 «لتحسين وضع الشعب الفنلندي واللغة الفنلندية» خلال حكم الروسي على فنلندا.
وتنشر الصحيفة أيضاً أربعة ملاحق أسبوعية: الترفيه المتمحورة Valo («لايت»)، والذي نشر يوم الجمعة، ومورو («مرحبا» في لهجة المنطقة تامبيري)، والذي يستكشف ثقافة تامبيري يوم الخميس. في عام 2006 أضيفت اثنين الأحد ملاحق: Asiat («المسائل») وIhmiset («الناس»).